# Aire de repos de Melong
L'Aire de repos de Melong encore appelé "Escale technique" est un ensemble de points de vente à Melong, le long de la route nationale 5 entre Douala et l'Ouest Cameroun.

## Histoire
À la retraite de son métier de gendarme - métier qu'il exerça à Nkongsamba et dans les environs - chief Alexander Fornjinju Tatabong, originaire du Lebialem dans le grassfield anglophone du Cameroun, s'installe à Melong en pays Mbo et acquiert quelques hectares de terres vierges. Il défriche ces terres et y construit auberge pour le voyageur et usine à café. Sa clientèle est faite de l'importante diaspora du grassfield (Ouest et Nord Ouest) du Cameroun qui retourne en week-end au village. 
Au départ, le lieu d'arrêt privilégié par les transporteurs et véhicules était à Kekem. 
Melong, le long de la route, est à un endroit plus stratégique; elle brasse plus de trafic que Kekem. Melong est le lieu de passage autant pour ceux allant vers et revenant de Bafang via Kekem que pour ceux allant vers et revenant de Dschang et du Nord Ouest via la route des falaises.

## Marché

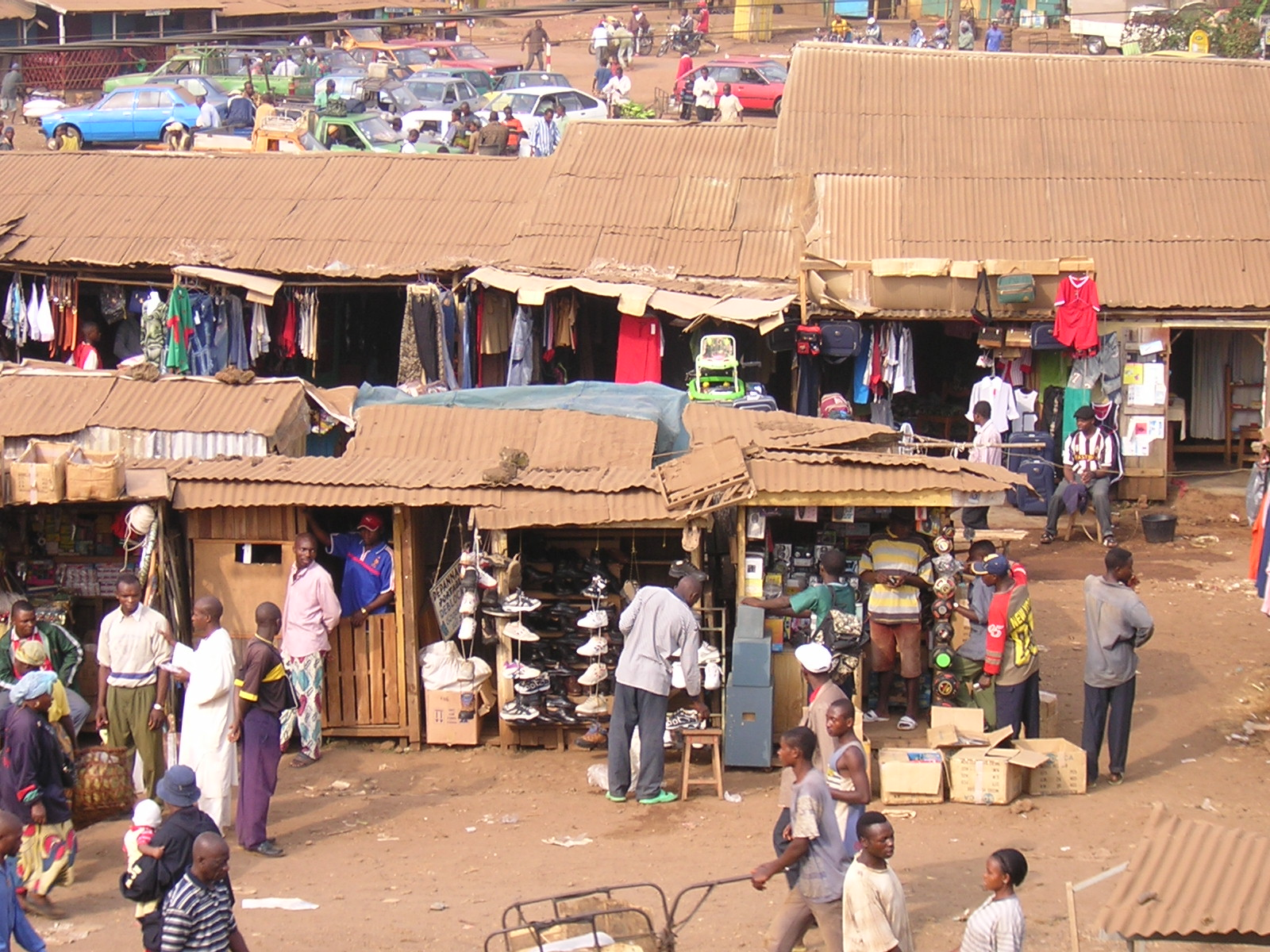

Le marché est mis sur pieds avec quelques premières échoppes à l'arrivée de chief Alexander Fornjinju Tatabong en 1982. La position stratégique de cette ville étape en entonnoir des 2 routes vers l'ouest et le nord ouest fait que le marché se développe rapidement.

### Quelques données sur le marché et ses offres en l'an 2021
- De nombreuses boutiques et échoppes.
- 10 000 personnes  en semaine et 20 000 le weekend font escale quotidiennement au marché de Melong en 2021.
- Situé le long de la nationale 5.
- Les commerces se sont fortement développés depuis 1982, au détriment de Kékem.
- Comme dans beaucoup de marchés ouverts en Afrique noire, le vendeur à la sauvette installe des produits vivriers et y commerce en côtoyant des échoppes de constructions plus ou moins élaborées.
- C'est un lieu d'approvisionnement, de repos, de prière à la petite mosquée; Baba Ahmadou Danpullo s'y est arrêté pour prier à la mosquée, selon  chief Alexander Fornjinju Tatabong.

La croissance démographique et commerciale de Melong s'affirme en quelques décennies grâce à ce marché.